# コレカルシフェロール
コレカルシフェロール（Cholecalciferol, Colecalciferol）は、ビタミンD3としても知られているビタミンDの一種であり、皮膚が日光にさらされたときに生成されるほか、一部の食品にも含まれており、栄養補助食品として摂取できる。
くる病を含むビタミンD欠乏症と関連疾患の治療と予防に用いられるほか、遺伝性低リン血症、低カルシウム血症を引き起こす副甲状腺機能低下症、ファンコーニ症候群にも用いられる。ビタミンDサプリメントは重度の腎臓病人には効果がない場合がある。投与法は一般的に経口である。
過剰摂取は、嘔吐、便秘、脱力感、混乱を引き起こす可能性がある。その他のリスクには腎臓結石などがある。高カルシウム血症を発生するには一般的に1日あたり40,000IU（1,000μg）を超える摂取量が必要である。一般的な用量は1日あたり800〜2,000 IUであり、妊娠中の人にも安全な用量である。
コレカルシフェロールは、 UVB光にさらされた後の皮膚で生成される。肝臓でカルシフェジオール（25-ヒドロキシビタミンD）に変換され、次に腎臓でカルシトリオール（1,25-ジヒドロキシビタミンD）に変換される。その作用の1つは、腸によるカルシウムの吸収を促進させることである。魚、牛レバー、卵、チーズなどの食品に含まれている。米国などの一部の国では、牛乳、フルーツジュース、ヨーグルト、マーガリンなどの特定の食品にコレカルシフェロールが添加されている場合がある。
コレカルシフェロールは1936年に最初に説明された。世界保健機関の必須医薬品リストに記載されている。コレカルシフェロールは一般用医薬品であり、後発医薬品として入手できる。多量のコレカルシフェロールは、殺鼠剤としても用いられる。